# Birger Var
Birger Var, norveški veslač, * 30. junij, 1893, † 22. maj 1970.
Var je za Norveško s četvercem s krmarjem na Poletnih olimpijskih igrah 1920 osvojil bronasto medaljo.